# کادایاناللور
کادایاناللور (به انگلیسی: Kadayanallur) یک منطقهٔ مسکونی در هند است که در Tenkasi taluk واقع شده‌است. کادایاناللور ۱۹۳٫۷۶ متر بالاتر از سطح دریا واقع شده‌است.